# Parafia Matki Bożej Bolesnej w Nowym Sączu
Parafia pw. Matki Bożej Bolesnej w Nowym Sączu – parafia rzymskokatolicka znajdująca się w diecezji tarnowskiej w dekanacie Nowy Sącz Wschód. Erygowana w 1951. Mieści się przy ulicy Krętej. Obsługują ją księża diecezjalni.